# Орах (Равно)
Орах је насељено мјесто у Босни и Херцеговини у општини Равно које административно припада Федерацији Босне и Херцеговине. Према попису становништва из 1991. у насељу је живјело 36 становника.

## Географија
Смјештено је близу границе са Републиком Хрватском у подножју брда Влаштица. Удаљено је од Требиња око 25 км, а 15 км од Дубровника. Прије распада Југославије припадало је Општини Требиње, а сада Општини Равно. По традиционалној подјели овог подручја Орах припада Шуми Требињској.

## Историја
Орах је средњовјековно село и грађа о старим Орашанима већином се налази у државном архиву у Дубровнику. Љубо Спаравало преноси како се Орах спомоиње 1413. као село кнеза Павла Раденовића у којем је живио Остоја Прибиловић — Hostoya Pribilovich de villa Pauli de Horac (1979:78). Марко Вего (1982:129) преноси вијест из 21. априла 1460. године о тужби Радца Добриновића против Богдана, рођака Уратишића из Ораха и другове, Људе Херцега Стефана (Boddam nepotem Uratisich de Orach et socios homines se chercech), јер су му силом узели једно говедо, једну бурсу са три гроша, један појас од лана и ранили га. Вего (1982:132) преноси да се Вукић Милић из Ораха у Општини Требиње, спомиње 1503. године као перлабућ (perlabuchi) — стражар. Даље, исти аутор наводи уговор у којем „Цвјетко Вукајловић из Ораха (код Хума) и главни дужници и ми Петар Радојевић из Хума, из Гомиљана (код Требиња близу манастира Тврдош) јамац који пак се очитујем, очитујем по нама и нашим имањима и обавезујемо се дати и исплатити 28 златних дуката Матеју О. Карамуциди до светковине Васкрснућа Господњег... „ (1982:137). У првој половини 17. вијека Орах се наводи у извјештају католичких свештеника као село католика, Влаха Журовића, посебно у једном писму доминиканца Јосипа М. Боналдија, које је 1644. године упутио пропаганди у Риму. Боналди је као мисионар из Рима дошао у Журовиће и боравио у колибици код цркве Св. Петра у Запланку те причестио вјернике о Петровдану 1644. године и писмоми извјестио Рим о вјерским приликама у Журовићком крају. Племе је добило назив према свом влашком старјешини Журу Богуновићу који се јавља 1367. године. У Журовићима је тада било 15 католичких кућа са 150 душа. У њима Боналди у нешто исквареном облику, наводи сљедећа Херцеговачка села: Гребци (Бобани), Славогостићи, Јасеница (сада селиште Славогостића), Калађурђевићи, Вуковићи, Беровићи (сада селиште код Зачуле) и Орах. Боналди не наводи села у којима су живјели српски становници, нити њихове домове у оним селима у којима живе заједно са католицима.
Све до средине 1992. године у Ораху се углавном добро живјело, јер је већина радно способног становништва била запослена у различитим фирмама и радила на свом домаћинству. Избијањем рата 1991. године поново почињу страдања Ораха и његових становника. Војно способни становници мобилисани су по важећим законима СФРЈ 1991. и 1992. године у резервни састав ЈНА. Почетком јула 1992. године тзв. Република Хрватска извршила је агресију на другу државу — БиХ. Тзв. Хрватска војска тада окупира трећину пријератне општине Требиње, и остаје на том подручју до почетка марта 1996. године. Потписивањем Дејтонског мировног споразума крајем 1995. године на овом окупираном подручју ствара се тзв. Општина Равно која је постојала и раније, у вријеме НДХ, када је над Српским народом извршен геноцид.
Стварањем општине Равно, у ствари је призната окупација трећине територије Требињске Општине, територије која је од када постоји град Требиње и Требињска област, чинила њен саставни дио. У јулу 1992. године тзв. Хрватска војска запалила је село Орах, уништила сеоско гробље и дијелом минирала цркву у Запланику. То је била судбина и осталих 50 так села и Иванице. Становништво овог окупираног краја било је расељено већином у Требиње. За вријеме Одбрамбено-Отаџбинског рата од 1991. до 1996. године, четири Орашанина дала су своје животе на олтар Отаџбине. То су: Путица (Милана) Предраг, Путица (Душана) Лазар, Вучур (Риста) Никола и Башић (Митра) Јово.
Као припадници ЈНА и Војске Републике Српске, више Орашана је теже и лакше рањено. Први наговјештај обнове села Орах везан је за обнову сеоског гробља. Орашко гробље било је потпуно порушено у рату 1991/1996. Тзв. Хрватска војска послије извршене агресије на БиХ и окупације трећине територије пријератне Општине Требиње, поломила је маљевима сваки споменик у српском православном гробљу села Орах. Вођени огромном мржњом, отварали су споменике и извлачили сандуке са остацима покојника. Ломили су и поклопнице на споменицима и бацали велико камење на кости покојника. Из аутоматског оружја пуцали су у надгробне пирамиде скоро сваког споменика, и потом их ломили маљевима. Остаци покојника годинама су лежали извађени ван споменика. Послије рата, приликом обнове споменика у оближњим селима Запланик и Зачула, у неколико случајева мјештани су примјетили недостатак дијела костију скелета покојника. Може се једино претпоставити, да су дијелови скелета кориштени за попуњавање одређеног броја посмртних остатака приликом размијена, које су вршене у току и послије рата са хрватске стране. Срушили су и гробљанску кућу која је служила за остављање алата, грађевинског материјала и сл. Зид око гробља у дужини преко 30. метара био је багерима срушен и постављен као гомила камења која је штитила бункер у непосредној близини гробља. Гробљанска капија била је бачена око 50. метара далеко од гробља. На њој је било видљиво преко 30. рупа од метака испаљених из аутоматског оружја. Обнова гробља започела је у априлу 2005. године и трајала је до јула исте године. Тада је обновљена већина споменика, као и гробљанска кућа и зид око гробља.
Послије обнове гробља почиње интезивнија обнова кућа у селу Орах, која траје до данас.

## Тумул, стећци и црквина
Орашко гробље је истовремено савремено православно гробље и средњовјековна некропола и налази се западно од села. Осим Орашана у ово гробље раније су сахрањивани и становници оближњег засеока Срњак. Љубо Спаравло детаљно описује некрополу. У самом гробљу се налази гробна гомила или тумул. Дужина гробне гомиле је око 15 м, а висина до 2 м. На самом врху гробне гомиле је цеквица, а пред њом група стећака. Пред црквицом на гомили, направљен је плато на коме се налазе два стећка. Од срушене црквице сачували су се зидови до висине од 80 цм. Види се да је црква била зидана клесаним каменом. То је била једнобродна црквица са правоугаоним апсидом изнутра. Спољна дужина зидова износи 6 м, а ширина 3,83 м. Зидови су дебели 45 цм. Дубина правоугаоне апсиде је 1,20 м, а ширина 1,80 м. Апсида у црквици није симетрично смјештена, за 20 цм. је ближа једном зиду цркве. Улазна врата су била широка 75 цм. У самој црквици је постављен стећак (1,90 са 1,35 м). Смјештен је више према југоисточном дијелу цркве. На стећку је уклесан штит, иза њега мач, а на штиту рељефно исклесан полумјесец. Испод тог стећка је озидана гробница. С обзиром на њену величину може се закључити да је била породична. Црква је према томе била гробна црква. Народ ову цркву назива Ћеклина црква, као што и до испод цркве називају Ћеклин до. У народном предању се ништа више не каже о овој цркви. Међутим у наведеном писму доминиканца Боналдија, у јеном дијелу се каже: „У Журовићима је далеко горе стање. Црква Св. Петра још стоји, али без црквеног руха, а она Св. Текле већ је пропала. Како знамо да је село Орах било у Журовићима, онда је сигурно да је Орашко гробље та друга црква, црква Св. Текле. Накадашње име Текла у народном се говору очувало као Ћекла. (1979:80). Из овог податка видимо да је још 1644. године, ова црква била пропала. Ово је једина црква на овом подручју са сачуваном правоугаоном олтарском апсидом, које су карактеристичне за цркве просјачких католичких редова (Фрањеваца и Доминиканаца) у Далмацији и Приморју. Подизање оваквих сркава у градовима и селима Херцеговине почело је за вријеме краљице Јелена жене српског краља Уроша I, крајем 13. и почетком 14. вијека. Ретпоставња се да је и црква Св. Текле у Орашком гробњу могла бити подигнута у ово вријеме. Двадесетак метара источно од ове црквице, исто у гробљу, налази се срушене гробљанска кућица. Својим положајем у гробљу и демензијама, Спаравала подсјећа на друге црквице у Бобовиштима, Славогостићима и Запланику. Ипак мјештани тврде да прије њеног подизања, 1928. године (како на њеном надвратнику пише), на овом мјесту није било трагова раније грађевине. Она је тада поново подигнута. Пред вратима ове кућице, четири метра испред њих, је један велики неукрашени стећак у облику сандука. Мјештани кажу да је ту сахрањена дјевојка која је у сватовској тучи погинула (1979:81). Историчар умјетности Шефик Бешлагић је у овом гробљу избројао 22 стећка, од којих је посебно забиљежио један украшени који се налази у срушеној црквици. Осим овога Љубо Спаравало је запазио још један који је на водоравној страни украшен тордираним кружним вјенцем. Поред стећака, у гробљу су пронађени и више надглавних каменова који нису клесани. На њима је уклесан само један видљив равнокраки крст.

## Становништво
| Националност       | 1991. | 1981. | 1971. | 1961. |
| Срби               | 36    | 57    | 93    | 96    |
| Хрвати             |       | 1     | 1     |       |
| Албанци            |       | 1     |       |       |
| остали и непознато |       | 6     |       |       |
| Укупно             | 36    | 65    | 94    | 96    |

| Демографија | Демографија | Демографија |
| Година      | Становника  | Становника  |
| ----------- | ----------- | ----------- |
| 1961.       | 96          |             |
| 1971.       | 94          |             |
| 1981.       | 65          |             |
| 1991.       | 36          |             |

### Презимена
У селу живе српске породице са сљедећим презименима:
- Секуловић
- Вучур
- Путица
- Кукавчић
- Унковић
- Башић

Орашке породице славе следеће крсне славе: Вучур, Путица и Кукавчић славе 6. маја светог великомученика Георгија — Ђурђевдан, Секуловићи 12. октобра преподобног Киријака Отшелника — Михољдан, Унковићи 21. новембра Сабор светог Арханђела Михаила и осталих небесних сила безтјелесних — Аранђеловдан и Башићи 20. јануара Сабор светог Јоана Крститеља — Јовањдан.